# Odprto prvenstvo Anglije 1976
Odprto prvenstvo Anglije 1976 je teniški turnir za Grand Slam, ki je med 21. junijem in 3. julijem 1976 potekal v Londonu.

## Moški posamično
Björn Borg :  Ilie Năstase 6-4 6-2 9-7

## Ženske posamično
Chris Evert :  Evonne Goolagong Cawley 6-3 4-6 8-6

## Moške dvojice
Brian Gottfried /  Raúl Ramírez :  Ross Case /  Geoff Masters 3-6 6-3 8-6 2-6 7-5

## Ženske dvojice
Chris Evert /  Martina Navratilova :  Billie Jean King /  Betty Stöve

## Mešane dvojice
Tony Roche /  Françoise Dürr :  Dick Stockton /  Rosie Casals 6-3 2-6 7-5